# 大地の芸術祭 越後妻有アートトリエンナーレ

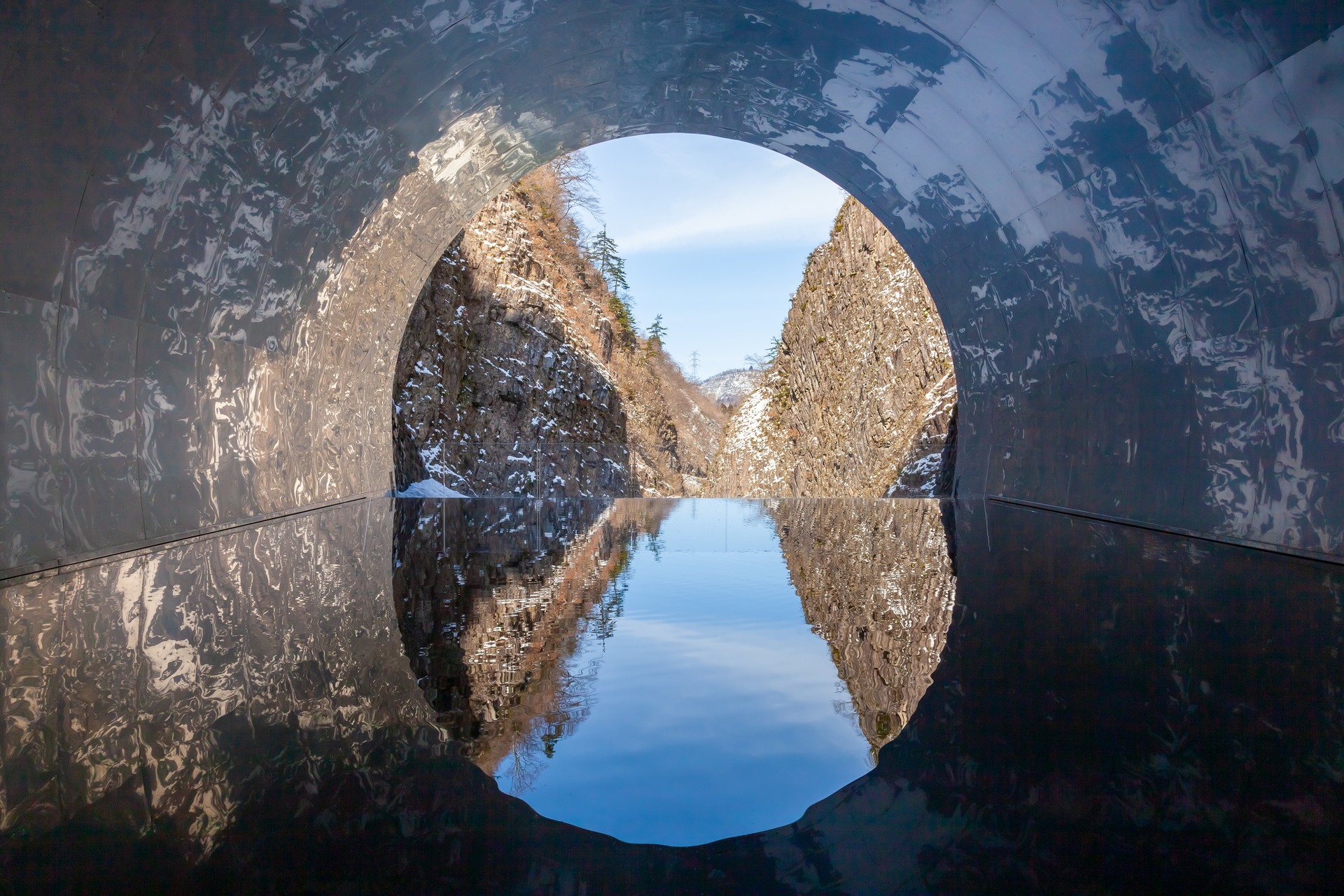
清津峡渓谷トンネル内の恒久作品「Tunnel of Light」

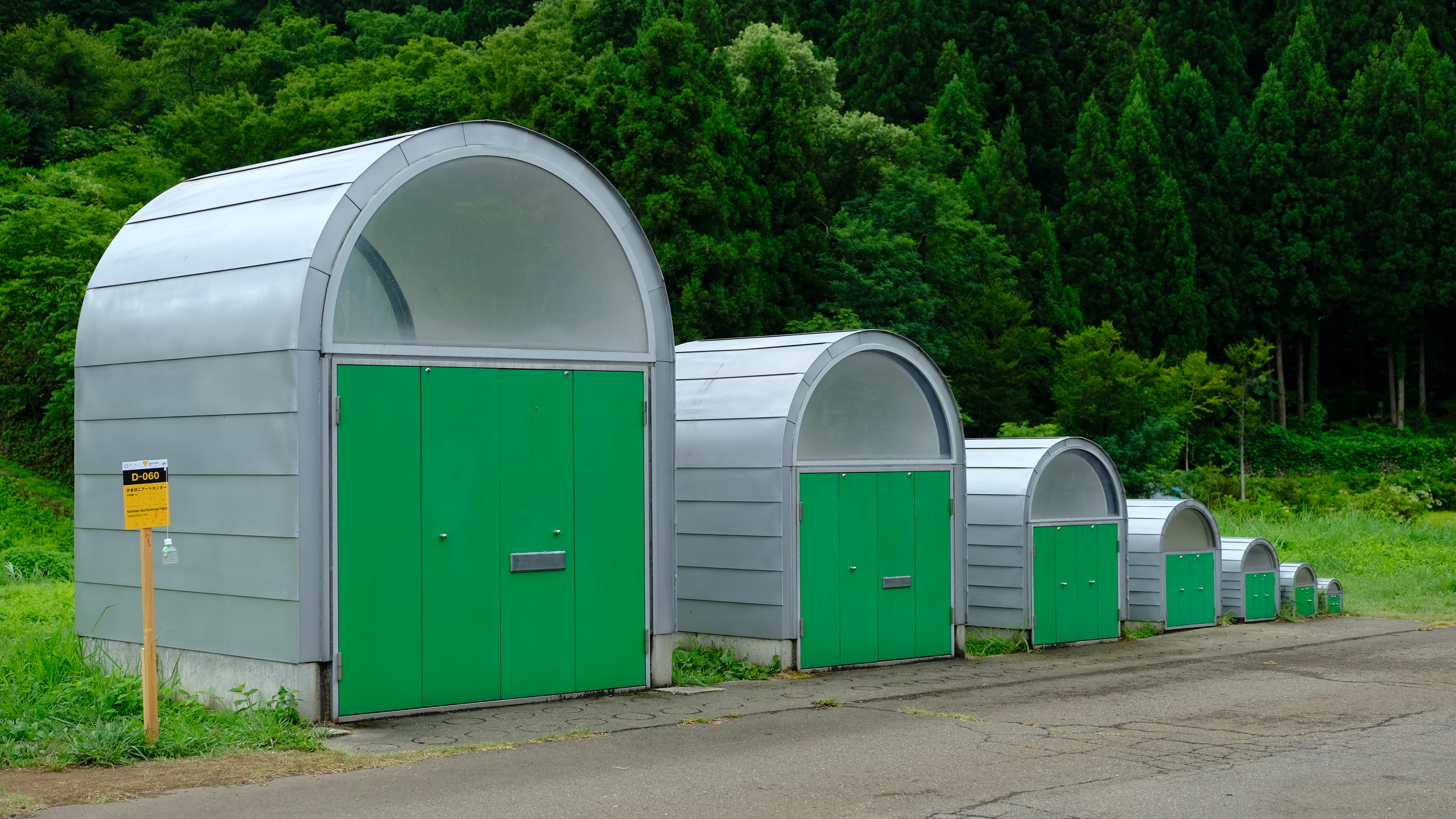
まつだい「農舞台」フィールドミュージアム内の恒久作品「かまぼこアートセンター」

大地の芸術祭 越後妻有アートトリエンナーレ（だいちのげいじゅつさい えちごつまりアートトリエンナーレ、英称：The Echigo-Tsumari Art Triennial）は、新潟県十日町市および津南町で開催される世界最大規模の国際芸術祭。

## 概要
「人間は自然に内包される」を理念に、新潟県十日町地域の約762平方キロメートルの広大な土地を美術館に見立て、アーティストと地域住民とが協働し地域に根ざした作品を制作、継続的な地域展望を拓く活動を目的とする芸術祭である。大地の芸術祭は「交流人口の増加」「地域の情報発信」「地域の活性化」を主要目的としたアートプロジェクトである。
題名にある「越後妻有」は、古くからこの地域が「妻有郷」と呼ばれたことに由来する。
2005年4月に市町村合併で新たに十日町市が誕生したが、芸術祭では旧市町村に由来する川西エリア、松代エリア、松之山エリア、中里エリア、十日町エリア、津南エリアの計6つのエリアが設定されている。

## 歴史

十日町広域市町村圏を構成していた6市町村

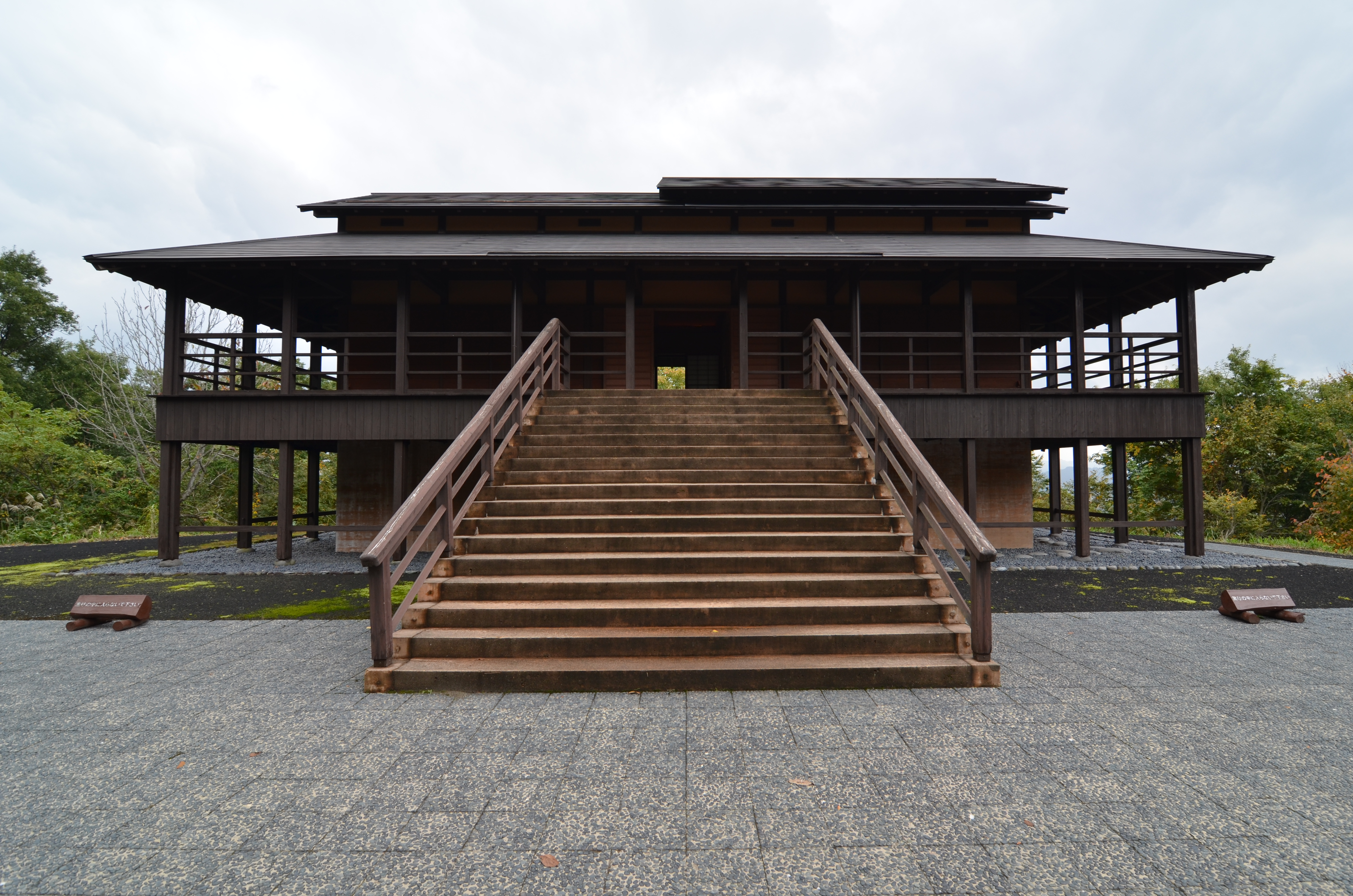
「光の館」。川西エリアのステージ（拠点施設）として建設され、恒久的に設置された作品。ジェームズ・タレルがプロデュースした建物であり、内部に作品が恒久設置されている。

1994年（平成6年）、新潟県では当時の県知事平山征夫の提唱により、広域市町村圏を基本的な単位とした独自の地域活性化策「ニューにいがた里創プラン」が策定された。この第1号として同年に地域指定を受けたのが十日町地域広域圏の1市4町1村（十日町市、津南町、川西町、松代町、松之山町、中里村）であり、1996年に「妻有郷アートネックレス整備構想」が樹立。このプロジェクトの主要事業として構想されたのが当芸術祭である。
1997年に「大地の芸術祭実行委員会」が設立され、平山征夫の依頼で新潟県高田市（現上越市）出身であるアートディレクターの北川フラムが総合ディレクターに就任。2000年に第1回大地の芸術祭 越後妻有アートトリエンナーレ2000が開催され、以後、3年に1回開催されるトリエンナーレ形式を採用している。
第4回よりベネッセコーポレーション会長の福武總一郎が協賛すると共に運営に参画している。
なお、3年に1回開催されるトリエンナーレの期間外にも常時展示されている作品があるほか、様々な催しが開催されている。2007年と2009年には「大地の祭」、2010年2月には「越後妻有 雪アートプロジェクト」が開催されている。
前述の越後妻有アートネックレス整備事業では当時の各市町村に「ステージ」と呼ばれる拠点施設が整備され、芸術祭の各エリアの拠点ともなっている。
国土交通省手づくり郷土賞を
平成22年度受賞。
平成27年度には同賞大賞受賞。

### 第1回
- 主催 - 越後妻有大地の芸術祭実行委員会

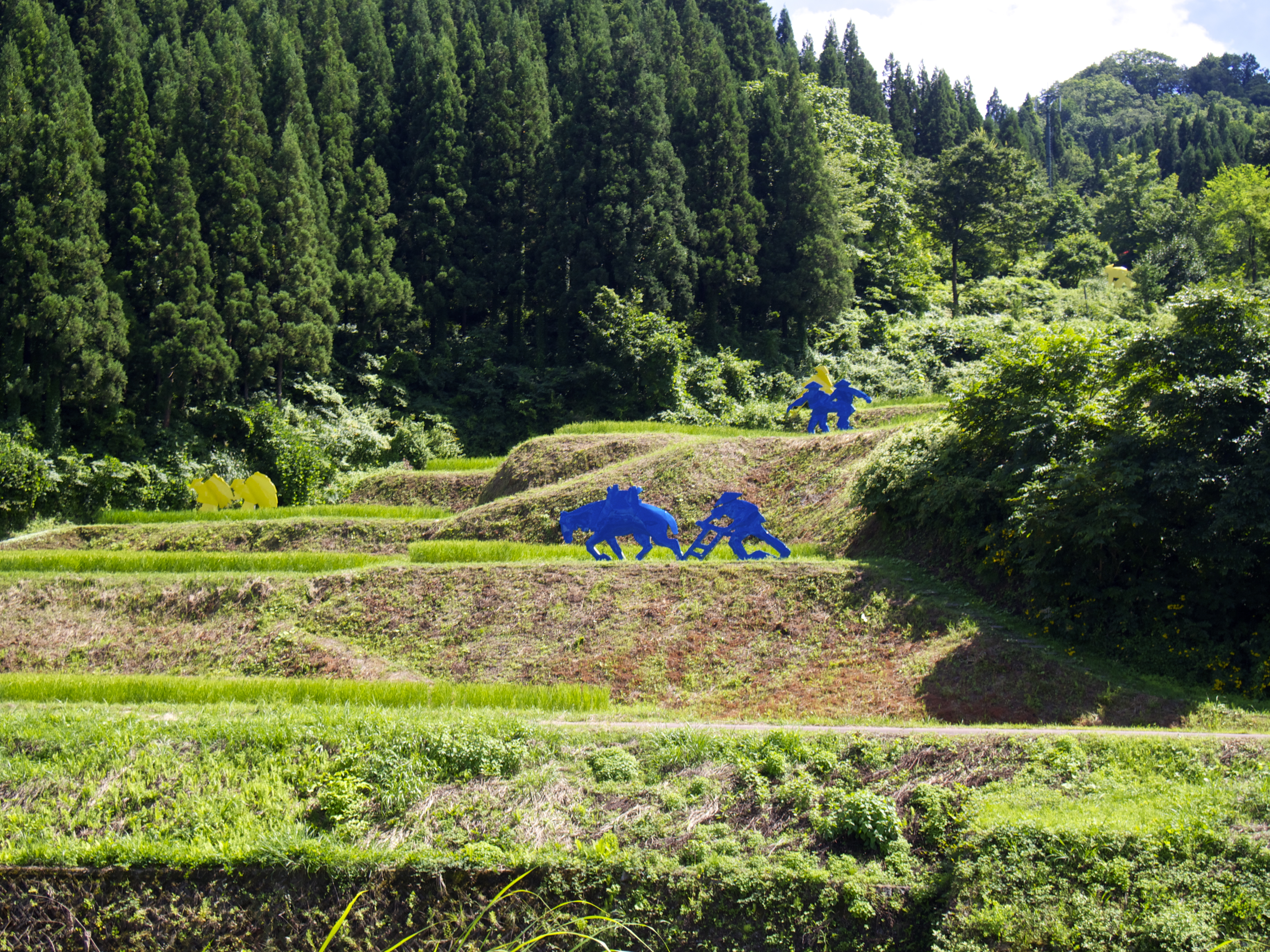
2000年に制作されたイリヤ&エミリア・カバコフによる恒久作品「棚田」

  - 実行委員長 - 本田欣二郎（十日町市長）
  - 総合ディレクター - 北川フラム（女子美術大学芸術学部教授）
- 開催期間 - 2000年7月20日 - 9月10日（52日間）
- 会場 - 越後妻有6市町村 762㎢ （新潟県十日町市・川西町・津南町・中里村・松代町・松之山町）
- 参加者 - 32の国と地域から148組のアーティスト
- 作品数 - 153点
- 作品展示集落数（公園など公共の場含む）- 28集落
- 来場者 - 162,800人[5]

ジェームズ・タレル「光の館」やマリーナ・アブラモヴィッチ「夢の家」が建設された。

### 第2回
- 主催 - 大地の芸術祭・花の道実行委員会
  - 実行委員長 - 滝沢信一（十日町市長）

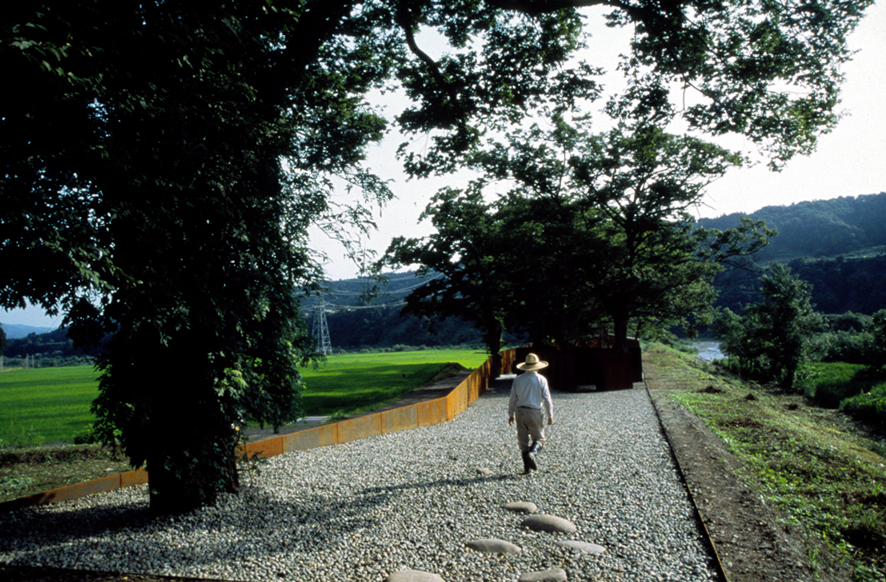
2003年に制作されたカサグランデ&リンターラによる恒久作品、鉄の公園『ポチョムキン』

  - 総合ディレクター - 北川フラム（女子美術大学芸術学部教授）
- 開催期間 - 2003年7月20日 - 9月7日（50日間）
- 会場 - 越後妻有6市町村 762㎢ （新潟県十日町市・川西町・津南町・中里村・松代町・松之山町）[1]
- 参加者 - 23の国と地域から157組のアーティスト[1]
- 作品数 - 220点（うち恒久設置作品67点）
- 作品展示集落数（公園など公共の場含む）- 38集落
- 来場者 - 205,100人[5]

十日町ステージ「越後妻有里山現代美術館キナーレ」、松代ステージ「農舞台」、松之山ステージ「森の学校」キョロロがこの回に合わせて建設された。

### 第3回
- 主催 - 大地の芸術祭実行委員会
  - 実行委員長 - 田口直人（十日町市長）

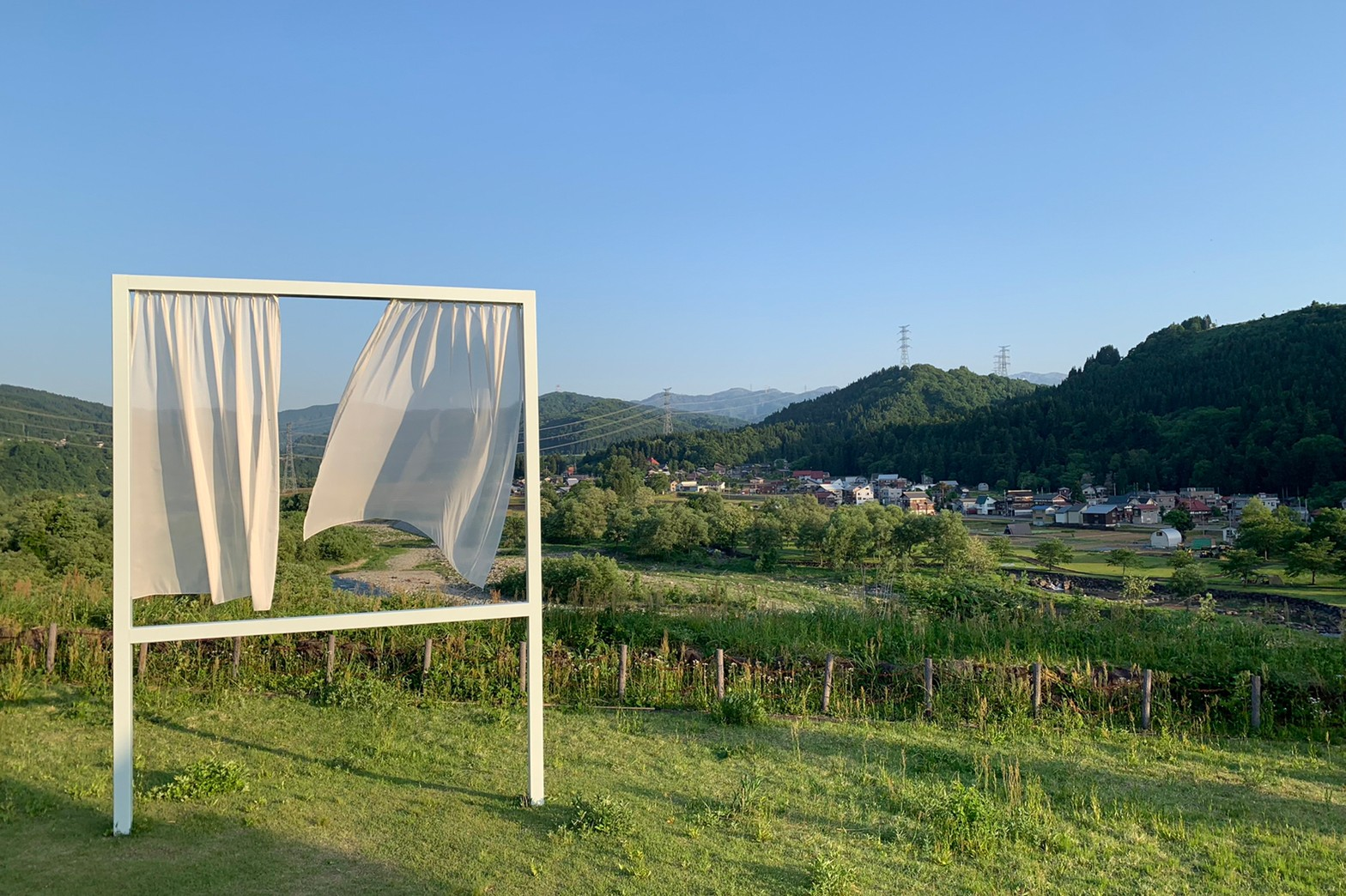
2006年に制作された恒久作品「たくさんの失われた窓のために」

  - 名誉実行委員長 - 泉田裕彦（新潟県知事）
  - 総合ディレクター - 北川フラム（女子美術大学芸術学部教授）
- 開催期間 - 2006年7月23日 - 9月10日（50日間）
- 会場 - 越後妻有2市町 760㎢ （新潟県十日町市・津南町）
- 参加者 - 40の国と地域から225組のアーティスト
- 作品数 - 334点（うち恒久設置作品131点）
- 作品展示集落数（公園など公共の場含む）- 67集落
- 来場者 - 348,997人[6]

空家・廃校プロジェクトが開始され、宿泊施設「三省ハウス」（旧松之山町立三省小学校 1989年廃校）が開館。

### 第4回
- 主催 - 大地の芸術祭実行委員会
  - 実行委員長 - 関口芳史（十日町市長）

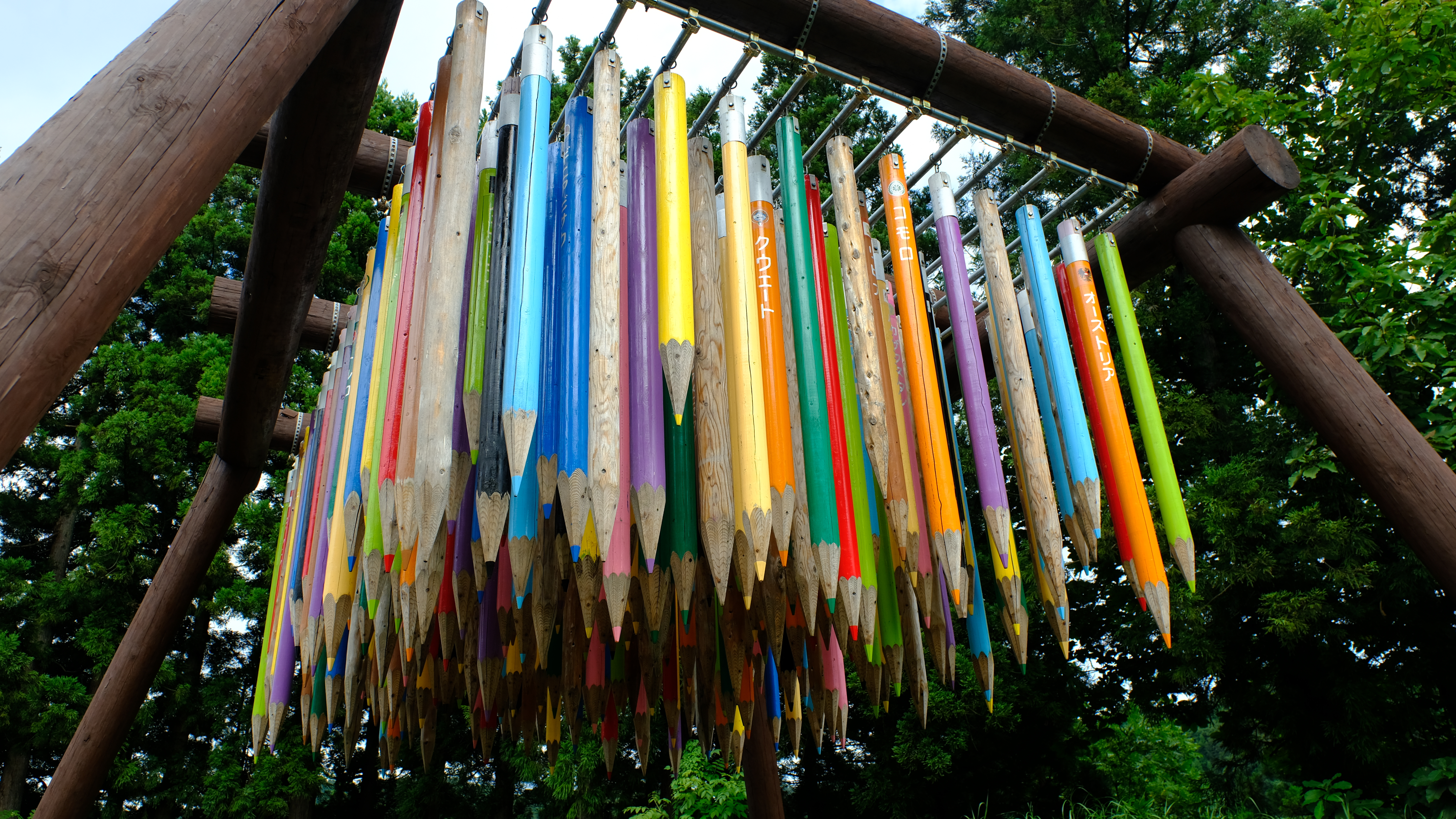
まつだい「農舞台」フィールドミュージアム内の恒久作品「リバース・シティ」。2009年に制作された。

  - 副実行委員長 - 小林三喜男（津南町長）
  - 名誉実行委員長 - 泉田裕彦（新潟県知事）
  - 総合プロデューサー - 福武總一郎
  - 総合ディレクター - 北川フラム（女子美術大学芸術学部教授）
- 開催期間 - 2009年7月26日 - 9月13日（50日間）
- 会場 - 越後妻有2市町 760㎢ （新潟県十日町市・津南町）
- 参加者 - 40の国と地域から353組のアーティスト
- 作品数 - 365点（うち恒久設置作品149点）
- 作品展示集落数（公園など公共の場含む）- 92集落
- 来場者 - 375,311人[6]

2006年第3回より始まった空家・廃校プロジェクトの一環として「鉢&田島征三・絵本と木の実の美術館」（十日町市立真田小学校 2005年廃校）が開館。

### 第5回
- テーマ - 『震災からの復興』[8]
- 主催 - 大地の芸術祭実行委員会
  - 実行委員長 - 関口芳史（十日町市長）
  - 副実行委員長 - 上村憲司（津南町長）
  - 名誉実行委員長 - 泉田裕彦（新潟県知事）
  - 総合プロデューサー - 福武總一郎
  - 総合ディレクター - 北川フラム（女子美術大学芸術学部教授）
- 開催期間 - 2012年7月29日 - 9月17日（51日間）
- 会場 - 越後妻有2市町 760㎢ （新潟県十日町市・津南町）
- 参加者 - 44の国と地域から310組のアーティスト
- 作品数 - 367点（うち恒久設置作品189点）
- 作品展示集落数（公園など公共の場含む）- 102集落
- 来場者 - 488,848人[9]

2011年3月11日の東日本大震災に続く翌12日の長野県北部地震と豪雪の影響で作品の約1/4が全壊・半壊・損傷を被る。特に「オーストラリア・ハウス」は倒壊の憂き目に会い、第5回会期までに再建された。

### 第6回

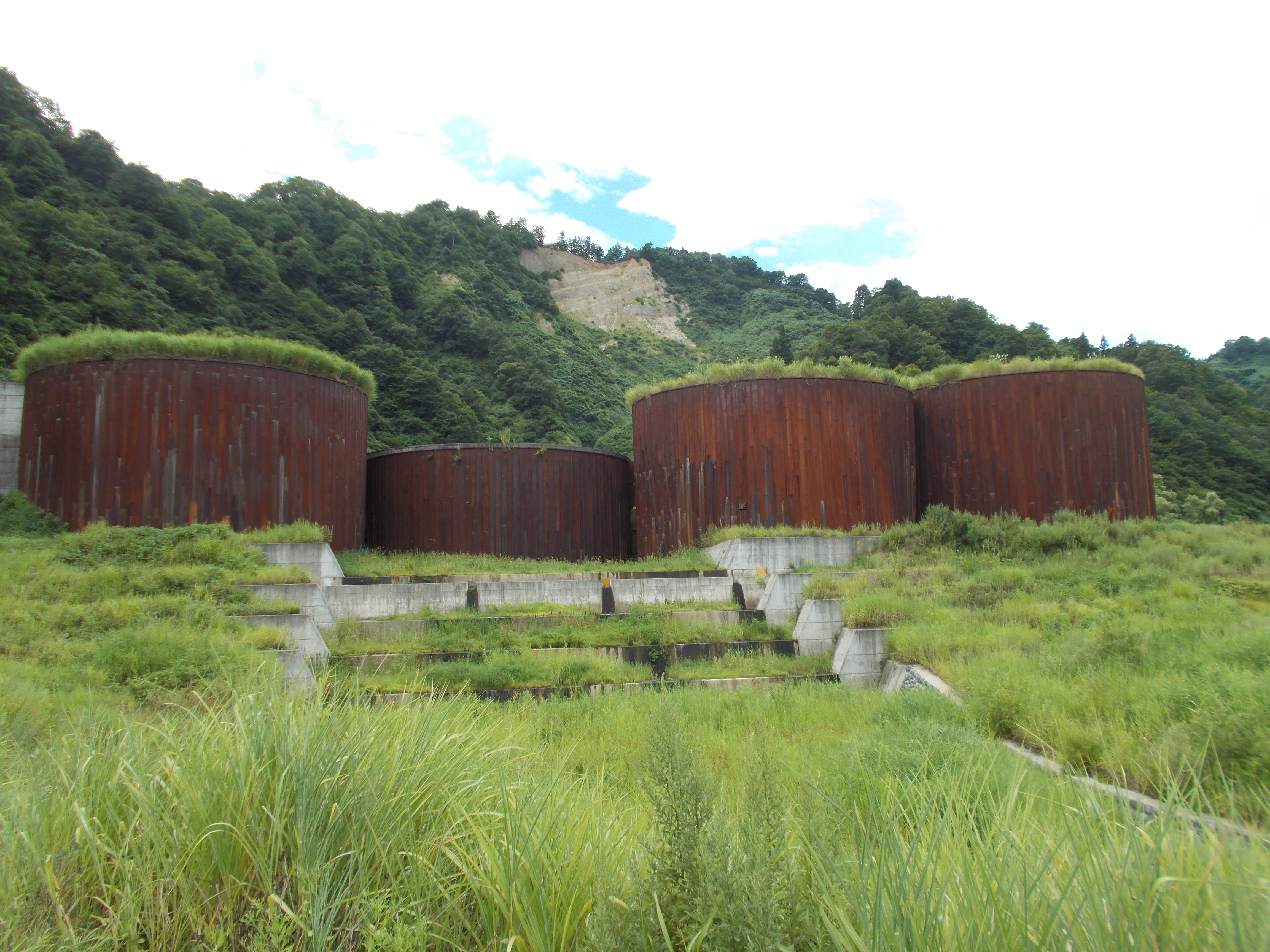
作品の一部として扱われたトヤ沢砂防堰堤

- テーマ - 『人間が自然・文明と関わる術こそが「美術」』・『都市と地域の交換』[10]
- 主催 - 大地の芸術祭実行委員会
- 共催 - NPO法人 越後妻有里山協働機構
  - 実行委員長 - 関口芳史（十日町市長）
  - 副実行委員長 - 上村憲司（津南町長）
  - 名誉実行委員長 - 泉田裕彦（新潟県知事）
  - 総合プロデューサー - 福武總一郎
  - 総合ディレクター - 北川フラム（女子美術大学芸術学部教授）
- 開催期間 - 2015年7月26日 - 9月13日（50日間）
- 会場 - 越後妻有2市町 760㎢ （新潟県十日町市・津南町）
- 参加者 - 35の国と地域から約350組のアーティスト
- 作品数 - 378点
- 作品展示集落数（公園など公共の場含む）- 110集落
- 来場者 - 510,690人[11]。

会期中の9月12日、YEN TOWN BANDがまつだい「農舞台」にて12年ぶりとなる復活ライブを開催

### 第7回
- テーマ（4つのワード） - 『均質空間への疑義』・『人間の土地に生まれるアート』・『アートを介する人の移動』・『人類の始原に還る

企画展』
- 主催 - 大地の芸術祭実行委員会
- 共催 - NPO法人 越後妻有里山協働機構
  - 実行委員長 - 関口芳史（十日町市長）
  - 副実行委員長 - 上村憲司（津南町長）
  - 名誉実行委員長 - 花角英世（新潟県知事）
  - 総合プロデューサー - 福武總一郎
  - 総合ディレクター - 北川フラム（女子美術大学芸術学部教授）
  - クリエイティブ・ディレクター - 佐藤卓（グラフィックデザイナー）
  - オフィシャルサポーター・リーダー - 高島宏平（オイシックス・ラ・大地株式会社代表取締役社長）
- 開催期間 - 2018年7月29日 - 9月17日（51日間）
- 会場 - 越後妻有2市町 760㎢ （新潟県十日町市・津南町）
- 作品数 - 378点
- 作品展示集落数（公園など公共の場含む）- 102集落
- 来場者 - 548,380人

清津峡渓谷トンネルをマ・ヤンソン/MAD アーキテクツが「Tunnel of Light」として作品化し話題を呼ぶ

### 第8回
- 名称 - 越後妻有 大地の芸術祭 2022 / Echigo-Tsumari Art Field 2022
- 主催 - 大地の芸術祭実行委員会
- 共催 - NPO法人 越後妻有里山協働機構
  - 実行委員長 - 関口芳史（十日町市長）
  - 副実行委員長 - 桑原悠（津南町長）
  - 名誉実行委員長 - 新潟県知事
  - 総合プロデューサー - 福武總一郎
  - 総合ディレクター - 北川フラム（アートディレクター）
  - クリエイティブ・ディレクター - 佐藤卓（グラフィックデザイナー）
  - オフィシャルサポーター・リーダー - 高島宏平（オイシックス・ラ・大地株式会社代表取締役社長）
- 開催期間 - 2022年4月29日 - 11月13日（145日間）[14]
- 会場 - 越後妻有2市町 760㎢ （新潟県十日町市・津南町）
- 作品数 - 333点

予定していた2021年は新型コロナウイルス感染症の影響で延期となり、2022年の開催は4月から11月までのロングラン開催となった。
期間中、新潟市から修学旅行で訪れた生徒が作品を壊す出来事があったが、学校側の聞き取りで「柵に当たって動いてしまった」などの生徒からの言葉があり、また、警察の捜査でも故意であることは立証されなかった。作品の破壊については、後日、新潟市が十日町市に674万円の損害賠償金を支払うことで和解が成立したが、新潟市は保護者などには賠償を求めず、保険を適用することとした。

## 作品・イベント

### 主な作品（恒久作品）

#### 十日町エリア

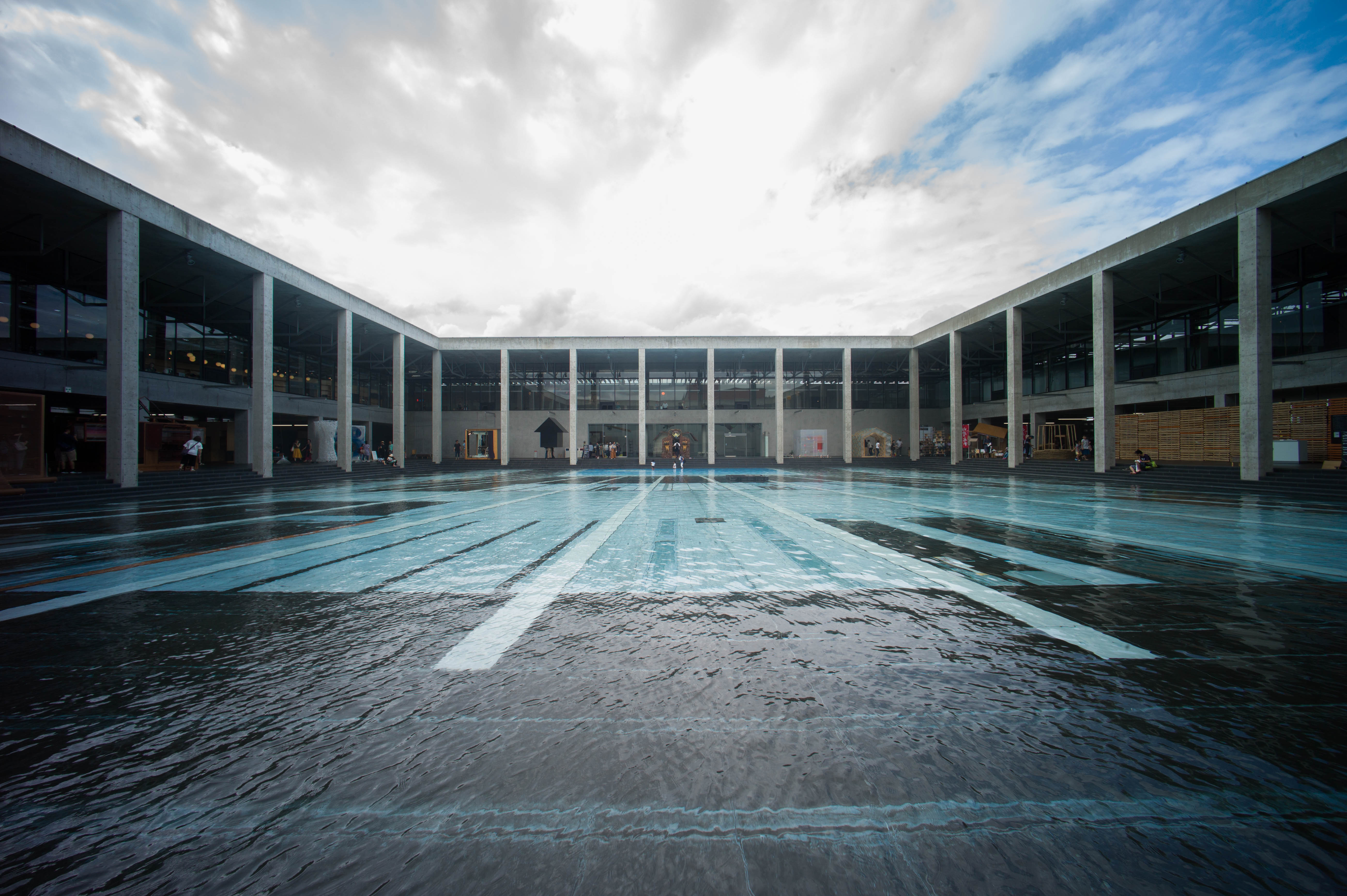
越後妻有里山現代美術館MonET

アスファルト・スポット

- 拠点施設 - 越後妻有里山現代美術館MonET・鉢&田島征三・絵本と木の実の美術館
- うぶすなの家（宿泊可能）
- 下条茅葺きの塔
- Kiss & Goodbye
- アスファルト・スポット

#### 川西エリア
- 拠点施設 - 光の館（宿泊可能）

#### 津南エリア
- 拠点施設 - 越後妻有「上郷クローブ座」（宿泊可能）
- ドラゴン現代美術館

#### 中里エリア

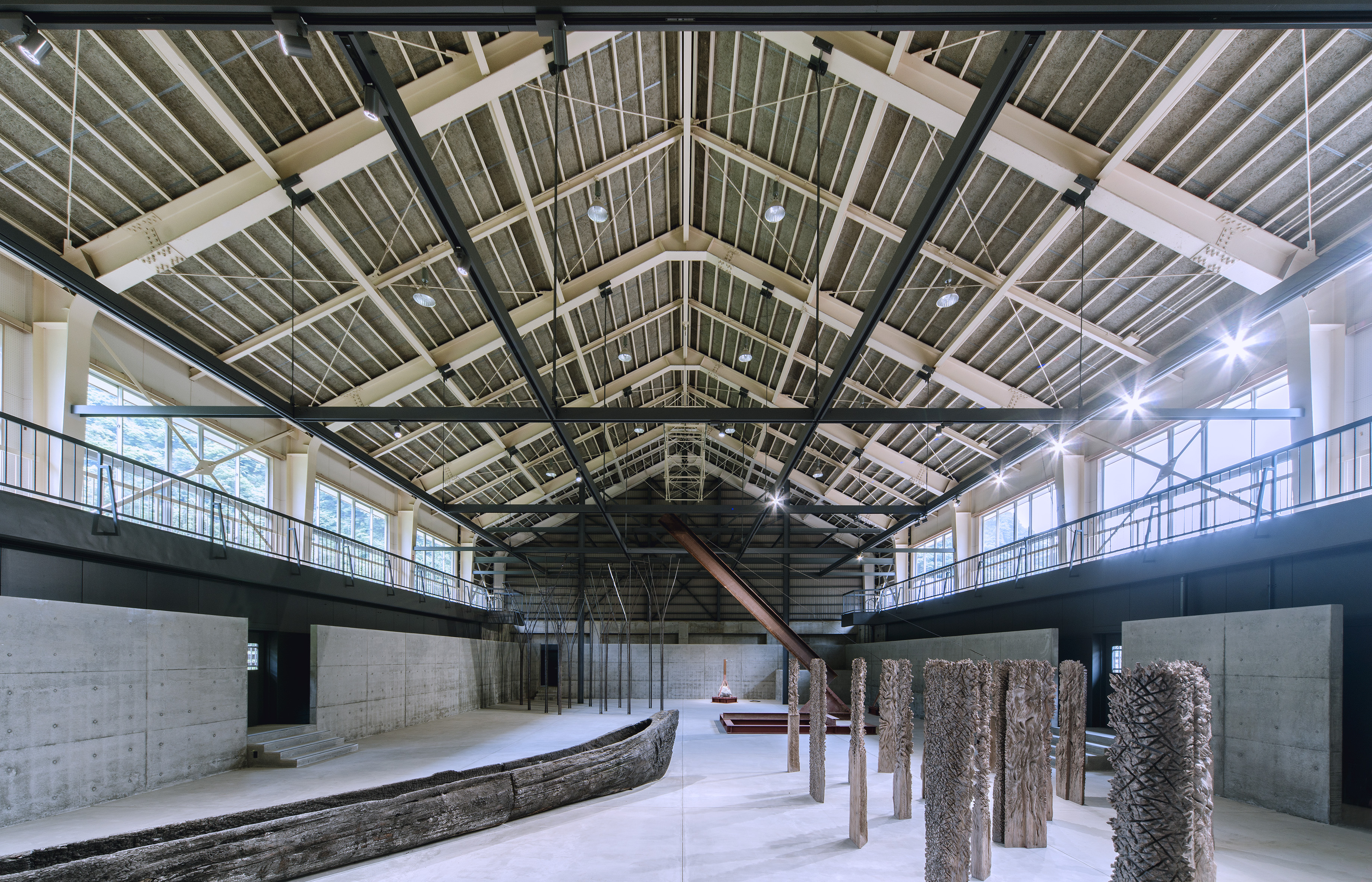
磯辺行久記念 越後妻有清津倉庫美術館

- 拠点施設 - 磯辺行久記念 越後妻有清津倉庫美術館
- ポチョムキン
- たくさんの失われた窓のために
- 船の家
- Tunnel of Light（清津峡渓谷トンネル）

#### 松代エリア
- 拠点施設 - まつだい「農舞台」・奴奈川キャンパス
- 脱皮する家（宿泊可能）
- 明後日新聞社文化事業部
- ドクターズ・ハウス

#### 松之山エリア
- 拠点施設 - 「森の学校」キョロロ
- 最後の教室
- オーストラリアハウス（宿泊可能）
- 三省ハウス（宿泊可能）
- 夢の家（宿泊可能）

### イベント
- TOUR DE TSUMARI ツールド妻有
- 越後妻有 雪花火

### 主な参加アーティスト
| 2000年 | 彦坂尚嘉（2000〜2009年）・安齊重男 ・大岩オスカール・ジェームズ・タレル |
| 2002年 | 中川幸夫・大野一雄 |
| 2003年 | 草間彌生(まつだい「農舞台」設置)・袴田京太朗・セツ・スズキ ・海老塚耕一・日比野克彦（2003年、2015年、2018年）・土屋公雄 ・袴田京太朗 ・池田光宏（2003年、2006年）                                                                                           |
| 2006年 | 浅葉克己・槻橋修・南泰裕・吉村華洲・松田隆作・菊池歩 ・ 泉太郎 ・ドミニク・ペロー・レアンドロ・エルリッヒ |
| 2009年 | 渡辺おさむ ・団塚栄喜・新海俊一 ・山本想太郎・千葉正也 ・田島征三(鉢&田島征三・絵本と木の実の美術館)・ 小原宏貴 （2009年・2012年）・ジャン＝ミシェル・アルベローラ 映画「小屋丸 冬と春」・ 畑中大輔監督 映画「しゃったぁず・4」・向井山朋子映画「白い迷路」 |
| 2010年 | シムラユウスケ・クリスチャン・ボルタンスキー |
| 2012年 | 宮島慎吾「わらアート 」 |
| 2015年 | 蔡國強 ・目 (現代芸術活動チーム) |
| 2018年 | 川俣正・アデル・アブデスメッド ・MIKA TAMORI |
| 2019年 | 静電場朔 |

## 関連書籍

### 記録集
- 『大地の芸術祭 越後妻有アートトリエンナーレ2000』（越後妻有大地の芸術祭実行委員会（編）、2001年5月、343頁）ISBN 4773801085
- 『大地の芸術祭 越後妻有アートトリエンナーレ2003』（大地の芸術祭・花の道実行委員会東京事務局（編）、現代企画室、2004年4月、263頁）ISBN 4773804009
- 『大地の芸術祭 越後妻有アートトリエンナーレ2006』（北川フラム（著）、大地の芸術祭実行委員会（監修）、現代企画室、2007年5月、303頁）ISBN 9784773807042
- 『大地の芸術祭 越後妻有トリエンナーレ2009』（北川フラム, 大地の芸術祭実行委員会（監修）、越後妻有里山協働機構、2010年3月、247頁）ISBN 9784773810059
- 『大地の芸術祭 越後妻有アートトリエンナーレ2012』（現代企画室、2013年11月､169頁）ISBN 9784773813166
- 『大地の芸術祭 越後妻有アートトリエンナーレ2015』（現代企画室、2016年7月、239頁）ISBN 9784773816112
- 『大地の芸術祭 越後妻有アートトリエンナーレ2018』（現代企画室、2019年3月、247頁）ISBN 9784773820010

### 公式ガイドブック
- 『大地の芸術祭 越後妻有アートトリエンナーレ2003 ガイドブック』（大地の芸術祭・花の道実行委員会東京事務局、2003年7月、180頁）
- 『越後妻有アートトリエンナーレ2006 大地の芸術祭ガイドブック：美術手帖2006年7月号増刊』（美術出版社、2006年7月、171頁）
- 『大地の芸術祭 越後妻有トリエンナーレ2009公式ガイドブック アートをめぐる旅ガイド : 美術手帖2009年8月号増刊』（美術出版社、2009年7月）
- 『大地の芸術祭 越後妻有トリエンナーレ2012公式ガイドブック アートをめぐる旅ガイド : 美術手帖2012年7月号増刊』（美術出版社、2012年6月、[248頁]）
- 『大地の芸術祭 越後妻有トリエンナーレ2015公式ガイドブック』（現代企画室、2015年5月、269頁）ISBN 9784773815085
- 『大地の芸術祭 越後妻有トリエンナーレ2018公式ガイドブック』（現代企画室、2018年6月、263頁）ISBN 9784773818055
- 『越後妻有 大地の芸術祭 2022 公式ガイドブック』（現代企画室、2022年4月、235頁）ISBN 9784773822014

### その他の文献
- 『大地の芸術祭』（北川フラム（著）、角川学芸出版、2010年7月、190頁）ISBN 9784046532053
- 『アートは地域を変えたか : 越後妻有大地の芸術祭の13年2000-2012』（澤村明（編著）、慶應義塾大学出版会、2014年6月、184頁）ISBN 9784766421491
- 『美術は地域をひらく : 大地の芸術祭10の思想 : Echigo-Tsumari Art Triennale Concept Book』（北川フラム（著）、現代企画室、2014年2月、267頁）ISBN 9784773813180
- 『ひらく美術 : ちくま新書1135』（北川フラム（著）、筑摩書房、2015年7月、190頁）ISBN 9784480068422
- 『芸術祭と地域づくり : “祭り”の受容から自発・協働による固有資源化へ』（𠮷田隆之（著）、水曜社、2019年10月、310頁）ISBN 9784880654720
- 『芸術祭と地域づくり : “祭り”の受容から自発・協働による固有資源化へ　改訂版』（𠮷田隆之（著）、水曜社、2021年3月、278頁）ISBN 9784880655024